# لیندهرست (ویسکانسین)
لیندهرست (به انگلیسی: Lyndhurst) یک منطقهٔ مسکونی در ایالات متحده آمریکا است که در شهرستان شاوانو، ویسکانسین واقع شده‌است. لیندهرست ۲۸۹٫۸۷ متر بالاتر از سطح دریا واقع شده‌است.